# Renato Rabelo
José Renato Rabelo (Ubaíra, 22 de febrero de 1942) es un político y activista brasileño. Fue presidente del Partido Comunista de Brasil desde diciembre de 2001, en sustitución de João Amazonas.

## Biografía
En 1965 fue elegido presidente de la UEB (União dos Estudantes da Bahia). Con el endurecimiento del régimen militar, pasó a la semiclandestinidad y se trasladó a São Paulo. Más tarde fue elegido vicepresidente de la UNE (União Nacional dos Estudantes).
Al término de su mandato en la UNE, se incorporó a la dirección nacional de Ação Popular. Se marchó a China, en plena Revolución Cultural, a estudiar su sistema político. De vuelta a Brasil, continuó su actividad política en Ação Popular, ahora en el estado de Goiás. Con la incorporación de AP en el PCdoB, ingresó en el PCdoB y formó parte de su Comité Central. Colaboró en la retaguardia de la Guerrilla de Araguaia entre 1968 y 1973.

## Trayectoria
Fue presidente del Partido Comunista do Brasil desde diciembre de 2001, en sustitución de João Amazonas, con el que colaboró desde 1970 hasta su muerte en 2002. Reelegido en dos ocasiones, pasó el testigo de la presidencia en 2015, durante el 10º Congreso, a Luciana Santos. Desde 2015 preside la Fundación Maurício Grabois.
El 21 de noviembre de 2014, recibió de la Asamblea Legislativa de Bahía, la encomienda de Ciudadano Benemérito de la Libertad y de la Justicia Social João Mangabeira.